# José Antonio Pastor
José Antonio Pastor Garrido (Ortuella, Vizcaya, 3 de agosto de 1959) es un político español que desarrolla su labor en el País Vasco.

## Biografía
Nació en Ortuella el 3 de agosto de 1959.
Miembro del Partido Socialista Obrero Español (PSOE) desde 1977, fue elegido concejal en el ayuntamiento de Ortuella en 1983, para ocupar la alcaldía en 1987 hasta 2003. En el año 2003, el Partido Socialista de Euskadi-Euskadiko Ezkerra (PSE-EE) ganó las elecciones municipales en Ortuella, pero un pacto entre Partido Nacionalista Vasco y Eusko Alkartasuna (que sumaban mayoría absoluta) desalojó al PSE-EE de la alcaldía. Miembro de la Ejecutiva del Partido Socialista de Euskadi-Euskadiko Ezkerra, en 2002 fue elegido secretario general de su partido en Vizcaya. Es diputado en el Parlamento Vasco donde ocupó el cargo de portavoz del PSE-EE durante la legislatura 2005-2009.
En 2011 se presentó como cabeza de lista en las elecciones a las Juntas Generales de Vizcaya. El PSE-EE sufrió un duro varapalo en dichas elecciones, perdiendo más de 32.500 votos. Aquello supuso pasar de 14 a 9 junteros, y de ser la segunda fuerza política a ser la tercera, tanto en número de votos como en junteros. De la misma manera que sus dos homólogos en Álava y en Guipúzcoa, dimitió al poco de celebrarse las elecciones. Fue sustituido en este cargo por Mikel Torres, alcalde de Portugalete

## Cargos desempeñados
- Concejal del Ayuntamiento de Ortuella (1983-2003).
- Alcalde de Ortuella (1987-2003).
- Apoderado de las Juntas Generales de Vizcaya (2003-2005).
- Miembro del Parlamento Vasco (Desde 2005).
- Portavoz del Grupo Socialista en el Parlamento Vasco (Desde 2005).
- Apoderado de las Juntas Generales de Vizcaya (2007-2011).